# Kenneth Ogbe
Kenneth Osagie Ogbe (Monaco di Baviera, 16 novembre 1994) è un cestista tedesco.

## Carriera
Con la Germania under 20 ha disputato i FIBA EuroBasket Under-20 2013.

## Palmarès
- Campionato tedesco: 1

Alba Berlino: 2019-20
- Coppa di Germania: 1

Alba Berlino: 2019-20